# Rádžív Gándhí
Rádžív Gándhí (hindsky: राजीव गांधी) (20. srpna 1944 – 21. května 1991) byl indický politik, 7. indický premiér, nejstarší syn Indiry Gándhíové a vnuk Džaváharlála Néhrú. Před vstupem do politiky byl pilotem Indian Airlines.
Přestože se vstupu do politiky bránil, stal se po zavraždění své matky a tehdejší premiérky Indiry Gándhíové nejmladším indickým premiérem. V následných volbách jeho strana Indický národní kongres (INK) zvítězila s největším ziskem voličských hlasů v historii Indie. Do politiky vstupoval jako čistý a nezkorumpovaný politik, prosadil řadu změn v oblastech sociálních, ekonomických i hospodářských. Jeho vizí bylo dovést Indii do 21. století jako vyspělou a bohatou zemi. Z pozice ministerského předsedy se pokusil vysláním indických mírových jednotek zastavit násilí na Srí Lance, kde místní tamilská menšina bojovala proti vládě. Ve vnitroindické politice čelil několika skandálům, z nichž ten největší, tzv. Boforský skandál způsobil v roce 1989 jeho pád.
V čele opozice se mu podařilo vyvolat předčasné volby, od kterých si sliboval návrat do premiérského úřadu. V roce 1991 byl při předvolební kampani ale zavražděn tamilskou atentátnicí.

## Mládí
Narodil se 20. srpna 1944 v Bombaji do jedné z nejznámějších indických rodin, jako prvorozený syn indické političky a budoucí předsedkyně vlády Indiry Gándiové a kongresového aktivisty Féróze Gándího. Jeho dědečkem byl jeden z vůdců boje o nezávislost Indie a první ministerský předseda nezávislé Indie Džaváharlál Néhrú. S Mahátmou Gándhím nebyl spřízněn, jednalo se o shodu jmen.
Jeho otec, Féróz Gándí byl členem INK a blízkým spolupracovníkem Nehrúových. Při práci na stranických záležitostech se sblížil s Indirou Nehrúovou, kterou si později vzal za manželku. Z jejich manželství se narodili dva synové; Rádživ a Sandžaj.
V roce 1947 se Jawaharlal Nehrú stal indickým premiérem a rodina Nehrúových se přestěhovala nejdříve do Iláhábádu a poté do Lucknowu. V Lucknow se Féróz stal editorem The National Herald. V roce 1949 se Indira s oběma syny přestěhovala do Dillí poté, co její vztah s Férózem vyhasl a manželství se začalo rozpadat. V Dillí se nastěhovala do domu svého otce a převzala funkci oficiální hostitelky a správkyně velké domácnosti. Féróze zůstal v Lucknow. Přes chladné osobní vztahy pomáhala Indira Férózemu v roce 1952 řídit předvolební kampaň k volbám do prvního indického parlamentu.
Ve funkci poslance se Féróze přestěhoval do Dillí. Indira ale zůstala u otce, což bylo chápáno jako konec manželství.
Nikdy se však nerozvedli. Dost napjaté vztahy mezi manžely se ještě více zhoršily poté, co Féróze začal napadat korupci v INK. Přestože ho Jawaharlal žádal, aby se tato otázka vyřídila v soukromí, Féróze s ní vystoupil veřejně na půdě parlamentu.
Následný skandál a vyšetřování skončilo rezignací jednoho z klíčových Nehrúových spojenců, ministra financí Krišnamachariho, což Féróze a Jawaharlala ještě více odcizilo.
V roce 1958 prodělal Féróze infarkt, po druhém infarktu v roce 1960 zemřel.

## Vzdělání
Rané mládí prožil v dillíském paláci Tín múrti bhavan. V době otcovy smrti dlel Radžív na soukromých internátních školách pro chlapce; nejprve na Welhamské chlapecké škole v Angliia později na Doonské škole v Indii. V roce 1961 se vrátil do Londýna, aby zde složil maturitu (tzv. A-level). V roce 1962 začal studovat inženýrství na Trinity College v Cambridge. V roce 1965 tuto školu opustil, aniž vykonal závěrečné zkoušky. V roce 1966 začal studia na Imperial College v Londýně. Tuto školu opustil v roce 1967 také bez titulu.

## Rodinný život a profesní život
V roce 1965 se v restauraci v Cambridgi setkal s italskou studentkou Antoniou Maino, která na Lennoxově jazykové škole studovala angličtinu. Přestože její rodina s tím nesouhlasila, odešla s Radžívem do Indie a v roce 1968 se za něj provdala.
Začal pracovat jako pilot v Indian Airlines. Zatímco jeho matka Indira byla od roku 1967 ministerskou předsedkyní, on neprojevoval o politiku žádný zájem - na rozdíl od svého mladšího bratra Sandžaje, který se stal blízkým poradcem své matky.
V roce 1970 Rádžívovi porodila jeho manželka syna Rahula a v roce 1972 dceru Prijanku.
Politika nikdy nepatřila mezi jeho hlavní zájmy. Těmi bylo především létání a fotografování. Byl i nadšeným radioamatérem.

## Vstup do politiky
Poté, co jeho bratr Sandžaj zahynul při leteckém neštěstí v červnu 1980, vstoupil na nátlak matky a řady indických politiků z INK do politiky a oznámil svou kandidaturu do parlamentu. V doplňovacích volbách porazil svého protikandidáta o více než 200 tisíc hlasů. V únoru 1981 byl zvolen do Sněmovny lidu v Sandžajově volebním okrese ve státě Uttarpradéš a zároveň se stal politickým poradcem své matky a následně předsedou mládežnické organizace INK. To vše bylo vnímáno jako Rádžívova příprava na převzetí premiérské funkce. Své organizátorské schopnosti dokázal při indickém pořadatelství Asijských her v roce 1982, kdy nejenže zajistil včasné dokončení infrastruktury her, ale dokázal i zajistit jejich bezproblémový průběh.

## Předseda vlády
Když byla 31. října 1984 zavražděna Indira Gándiová svými sikhskými bodyguardy, účastnil se Radžív v Západním Bengálsku předvolební kampaně. Na nátlak indického prezidenta Zaila Singha převzal premiérskou funkci. Během několika hodin po atentátu byl uveden do funkce. Jednalo se o druhý případ dynastického nástupnictví v nezávislé Indii.
Po vraždě Indiry Gándiové propukly v Dillí násilnosti, při kterých byli napadáni a vražděni Sikhové, což Rádžív komentoval slovy: Když padá obrovský strom, zem pod ním se třese (za tento protisihkský výrok byl později kritizován, zároveň bylo několik místních předáků INK obviňováno z organizování protisikhských násilností). Pro potlačení vraždění a rabování povolal armádu, před soudem ale nestanul nikdo.
Brzy po nástupu do premiérského úřadu požádal prezidenta, aby rozpustil parlament a vyhlásil nové všeobecné volby hned po uplynutí období povinného smutku. V předvolebním boji těžil ze svého mládí a obecné představy, že je tzv. panem Čistým, který nemá nic společného se zkorumpovanou politikou, a znovu ve veřejnosti oživil nadšení pro INK. V následných volbách INK pod jeho předsednictvím drtivě zvítězil. Díky největší většině v historii indického parlamentu (INK získal přes 400 křesel) získal Gándhí absolutní volnost při sestavování vlády. Indická politika se pod jeho vlivem začala odklánět od tradičního socialismu, kterým byla ovlivněna jeho matka, směrem ke zlepšování vztahů s USA, zejména na poli hospodářské a vědecké spolupráce.

### Hospodářská politika
Ve funkci premiéra se zasadil o zvýšení státní podpory pro vědu a techniku a ve všech s tím souvisejících průmyslových odvětvích. Snížil dovozní kvóty, daně a celní poplatky na technologie pro papírenství, výpočetní techniku, letectví, obranu a telekomunikace. V roce 1986 byl zahájen program národní politiky v oblasti vzdělávání, mající za cíl modernizaci a rozšíření vysokoškolského studia v Indii.
Zasadil se o zrušení řady byrokratických omezení, která ztěžovala soukromé podnikání, jež v důsledku vedla k omezování svobody a vytváření monopolů. V neposlední řadě tato omezení vytvářela systémem udílení licencí na podnikání i korupční prostředí. Věřil, že jím prováděná liberalizace ekonomiky povede k zlepšování životních podmínek, zejména nejchudších vrstev. V tomto ohledu uspěl jen minimálně.
Koncem 80. let Gándího administrativa navíc nedokázala zabránit 30% poklesu hodnoty rupie vůči americkému dolaru.

### Domácí bezpečnostní politika
V oblasti bezpečnostní politiky zdědil řadu problémů týkající se sikhského separatismu v Panžábu, separatismu v Ásámu a zvyšování napětí v Kašmíru.
24. července 1985 podepsal s umírněným představitelem sihkského hnutí Harčandem Singhem Lóngóválem tzv. paňdžábskou dohodu, která vycházela Sikhům vstříc. Lóngóval byl ale zabit při atentátu a dohoda nebyla naplněna. Proto zahájil rozsáhlou policejní a vojenskou kampaň mající za cíl potlačení extrémismu a terorismu v oblasti Pandžábu. Z tohoto období existuje mnoho obvinění z porušování lidských práv v Pandžábu, a to jak ze strany policie, tak protivládních povstalců. 15. srpna 1985 podepsal tzv. ásámskou dohodu, podle které se vláda zavázala řešit problémy s velkou migrací Bengálců do Ásámu. Pokusy ale ztroskotávaly na existenci separatistického hnutí, jehož ozbrojené milice bojovaly proti ústřední vládě. V Kašmíru se pokusil situaci uklidnit v roce 1986 uzavřením alianční dohody s kašmírským předákem Farúkem Abdulláhem. I tato iniciativa ztroskotala na nesouhlasu militantních a extrémistických uskupení v Kašmíru.

### Zahraniční politika
Na rozdíl od své matky, která se více přikláněla v rámci politiky nezúčastněnosti k Sovětskému svazu a zemím socialistického tábora, přeorientoval Rádžív indickou zahraniční politiku směrem k USA.
V prosinci 1985 vzniklo Jihoasijské sdružení pro regionální spolupráci (SAARC), jehož členy byly mimo jiné i Indie a Pákistán. Na této půdě se naskýtala možnost zástupcům obou zemí diskutovat o vzájemných problémech. Díky tomu se vztahy mezi Indií a Pákistánem uklidnily (i když ne na dlouho).
Mnoho energie věnoval i snaze ukončit probíhající občanskou válku na Srí Lance vedenou mezi sinhalskou buddhistickou většinou a tamilskou hinduistickou menšinou. 29. července 1987 během summitu SAACR podepsal Gándhí v Kolombu se srílanským předsedou vlády J. R. Jayewardenem indicko-srílanskou dohodu o udělení autonomie Tamilům na Srí Lance. Podle této smlouvy vyslala Indie na Srí Lanku vojenský kontingent, tzv. Indické mírové síly (IPKF), které měly srílanské vládě pomoci v boji proti tamilským povstalcům organizace Tygři osvobození tamilského Ílamu (LTTE). Hned druhý den po podpisu se při přehlídce čestné stráže ale stal cílem útoku; příslušník srílanské čestné stráže se ho pokusil udeřit puškou do hlavy, rána ale dopadla pouze na rameno.
Srílanská vláda se mírovou smlouvu zdráhala přijmou (učinila to až na nátlak srílanského prezidenta). IPKF se postupně staly na Srí Lance předmětem předvolebního boje. V roce 1989 zvítězily na Srí Lance jasnou většinou strany požadující stažení IPKF. Samotná vojenská přítomnost indických vojáků na Srí Lance byla nepopulární i v Indii. Za dobu přítomnosti zahynulo v bojích proti tamilským povstalcům 1100 indických vojáků. Gándhí trval na další existenci jednotek IPKF jako jediného způsobu, jak povstalce donutit k vyjednávání. Ukončení činnosti IPKF provedl až nový indický premiér vzešlý z voleb v roce 1989.

## Skandály

### Boforský skandál
V roce 1986 zveřejnil ministr financí v Gándhího vládě Višvanáth Pratáp Sinh kompromitující informace, podle kterých někteří indičtí politici včetně Gándího byli zapojeni do úplatkářství. Podle těchto informací přijali od švédské zbrojařské firmy Bofors úplatky v řádech desítek milionů dolarů za to, že pro Bofors zajistili získání kontraktu na dodávky 120 mm houfnic pro indickou armádu. Tyto informace zároveň poukázaly na vztahy mezi politiky, firmami a rodinnými klany kryté zkorumpovanými vládními úředníky. V roce 1987 podal Sinh demisi na protest proti kladení překážek ve vyšetřování ze strany vlády. Poté založil vlastní politickou stranu, se kterou se při volbách v roce 1989 stal druhým nejsilnějším subjektem a sestavil menšinovou vládu. INK byl po těchto volbách nucen přejít do opozice a samotný Gándhí jen s obtížemi obhájil poslanecké křeslo. Padlo i jeho pracně budované image čistého a nezkorumpovaného politika. Teprve v roce 2004 konstatoval Nejvyšší indický soud, že Gándhí byl nevinen.

### Případ Šah Bano
V roce 1985 indický Nejvyšší soud rozhodl ve prospěch rozvedené muslimky Šah Bano, když konstatoval, že jí manžel musí platit výživné. Následným protestům muslimů Gándhí nakonec ustoupil a prostřednictvím absolutní většiny INK v parlamentu zrušil rozsudek Nejvyššího soudu, což bylo kritizováno jako politika appeasementu vůči muslimům.

## V opozici
S pozicí opozice se INK nesmířil. Již v roce 1990 se nová vláda v důsledku vnitřních rozepří a nesourodosti rozpadla, přičemž se objevila obvinění, že se na jejím pádu podílel INK. Gándhí jednomu z vládních politiků, Čandrovi Šékharovi, přislíbil v možné reorganizované vládě post premiéra. Ten skutečně nakonec získal. Jeho vláda ale padla hned v březnu 1991 poté, co podporu INK ztratila. INK se tím podařilo dosáhnout vypsání nových voleb.

## Atentát

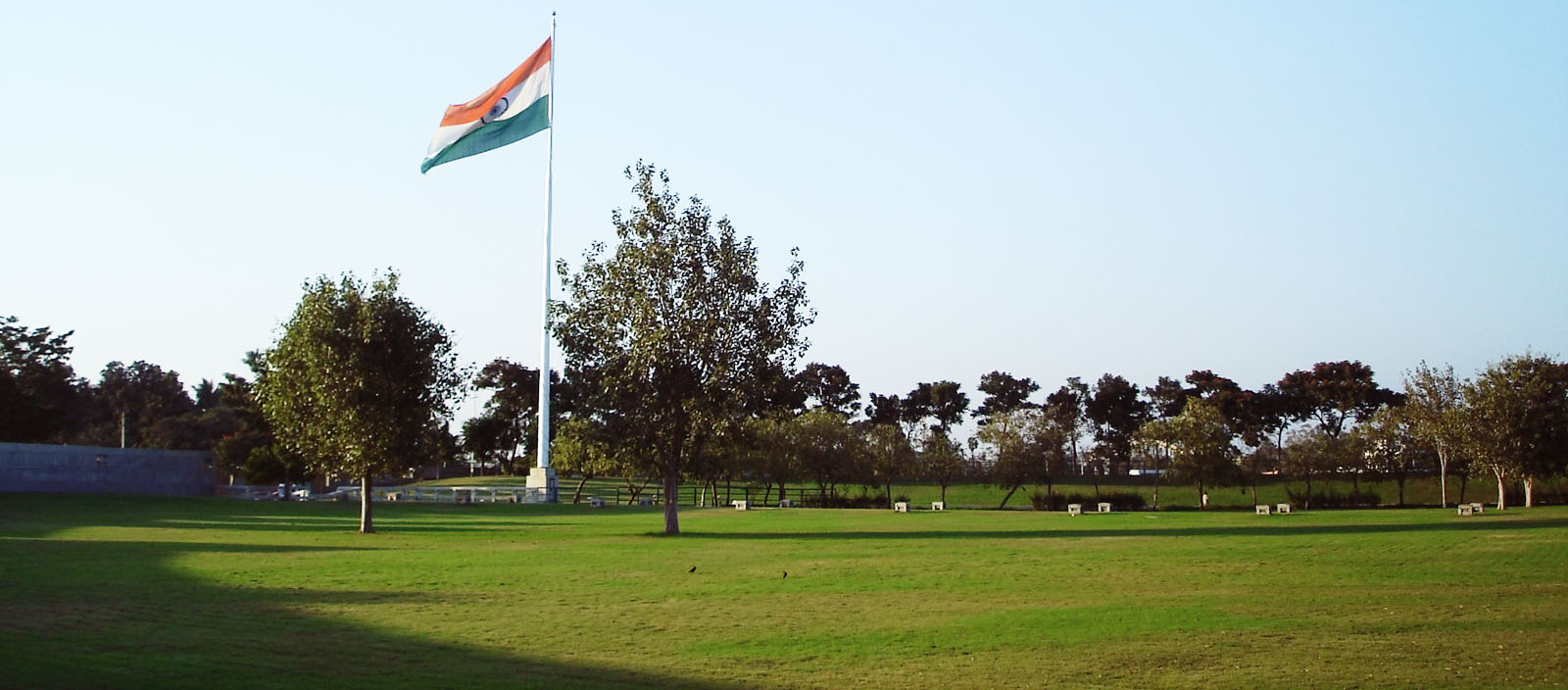
Památník Rádžíva Gándhího

21. května 1991 přijel Rádžív Gándhí v rámci předvolebního boje do obce Šra Perumpudur, aby zde podpořil místního kandidáta INK. Veden snahou co nejvíce se přiblížit veřejnosti a dodat kampani zdání bezprostřednosti odmítl bezpečnostní opatření. Poté, co ho obklopil dav vítajících, protlačila se k němu atentátnice, která mu předala květiny. Okamžik na to odpálila 700 gramů RDX ukryté pod šaty. Gándhí zahynul spolu s dalšími 17 osobami.
Následné vyšetřování prokázalo, že atentát provedli příslušníci LTTE jako pomstu Gándhímu za odeslání IPKF na Srí Lanku a údajné zločiny těchto jednotek proti Tamilům. Dalšími důvody byla hromadná sebevražda 13 příslušníků LTTA ve vězení v roce 1988 a vyslání indických jednotek na Maledivy v témže roce, kde potlačily pokus tamilských ozbrojenců o státní převrat.
LTTE se k atentátu nikdy oficiálně nepřihlásila, nicméně v červnu 2006 prohlásil vůdce LTTA Anton Balasingham politování nad zabitím Radžíva Gándího.

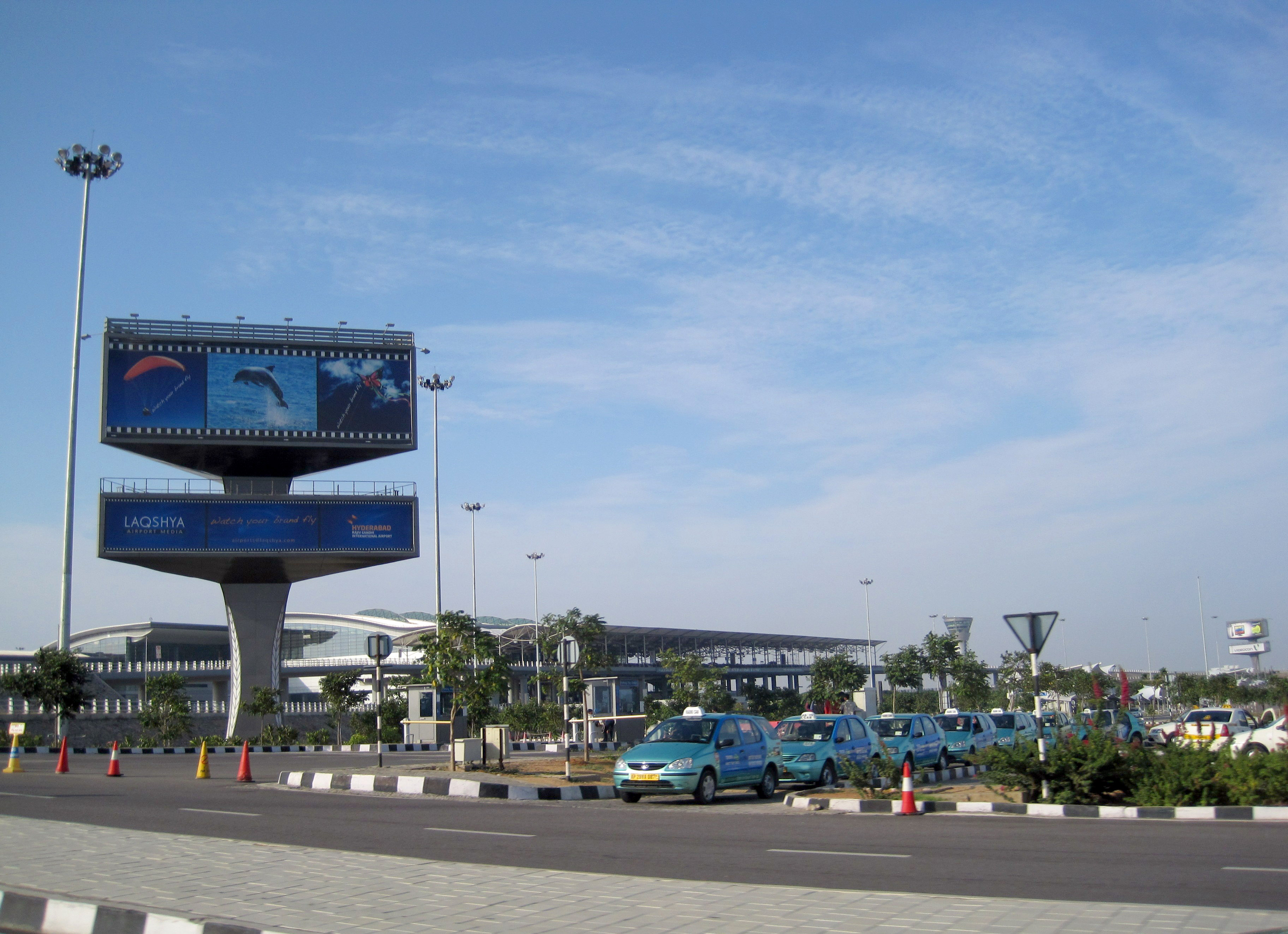
Pohled na mezinárodní letiště Rádžíva Gándhího v Hajdarábádu

Po vyšetřování padla řada obvinění. Soud později za spoluúčast na atentátu odsoudil 26 příslušníků LTTE k trestu smrti.
Na památku Rádžíva Gándhího byl vybudován památník v Šra Perumpuduru, jeho tělo bylo pohřbeno v Raj Ghat. Jeho jméno nese mezinárodní letiště v Hajdarábádu a Národní park v Nagarhole (Národní park Rádžíva Gándhího).